# مدينة الرين
مدينة الرين هي مركز محافظة الرين، وتقع مدينة الرين على دائرة عرض 30 - 23ْ شمالاً وخط طول 30 - 45ْ شرقاً وهذا يدل على أنه يمر بها مدار السرطان أحد خطوط العرض الرئيسية، وتقع جنوب غرب منطقة الرياض على مسافة 150 كلم.

## حدود الرين والمراكز التابعة له
تغطي مدينة الرين مساحة تمتد من الشرق إلى الغرب لمسافة 240 كلم إلى الشمال 170 كلم بحيث يحدها من الغرب الرويضة والخاصرة، ومن الشرق محافظة الحريق، ومن الجنوب وادي الدواسر، ومن الشمال محافظة القويعية، ومن الشمال الشرقي محافظة المزاحمية، ومن الجنوب الشرقي الأفلاج.
ويتبع للرين أكثر من 400 قرية وهجر، وتسعة وثلاثون مركزاً.. والمراكز مرتبة على حسب الحروف الألفية كما يلي:
مركز الرين، مركز أم نخلة، مركز البدائع، مركز الحصاة، مركز الحصاة القوصى، مركز حريملاء، مركز الحلوة، مركز خيم، مركز الرجع، مركز الرفايع، مركز الرقمية، مركز الرين الأعلى، مركز الرين القديم، مركز السيح، مركز الرفاع، مركز عبليّة، مركز العفج، مركز العمق، مركز عنان، مركز عيينان، مركز الفرعة، مركز فيضة بن سعيدان، مركز قبيبان، مركز لجع، مركز المثناة، مركز المجذمية، مركز معيزيلة، مركز المليحة، مركز الناصفة، مركز الهفوف، مركز هجرة عشق، مركز صماخ، مركز الوهوهي، مركز قرّان، مركز ثعيفان، مركز الرواما، مركز السحيميه، مركز الحجاجي، مركز طريف.
وكذلك هناك قرى يوجد بها ختم تعريف وهي كالتالي
قرية البديعة ،قرية العمار، قرية المعتلا، قرية ال قميش، قرية الشلعان.

## التاريخ
كان تجمع السكان في بداية الامر في الرين القديم حيث بنيت العديد من القصور الطينية وكان به جامع لصلاة الجمعة ثم فتحت أول محكمة فيه وكان مقرها منزل طيني، وقد تولى القضاء فيها فضيلة الشيخ عبد العزيز الشثري والد الشيخ ناصر الشثري، وقد درس على يديه العديد من الأهالي يعلمهم الكتابة وقراءة القرآن بطريقة الكتاتيب القديمة.. وبعد ذلك فتحت فيه مدرسة ابتدائية للبنين ومركز للشرطة.وبعد مشروع الملك عبد العزيز لتوطين البادية ظهرت العديد من القرى والهجر المتفرقة وأخذت في الأزدياد حتى وصلت الآن إلى عدد كبير جداً.

## السطح والمناخ
يتكون السطح من هضاب وجبال قليلة الارتفاع ومن اراضٍ سهلية ويخترقها العديد من الأودية والشعاب ومن أهم الأودية بها وادي الرين الذي تمتد على ضفافه يمنة ويسره أغلب قرى وهجر مدينة الرين.. وهناك العديد من الهضاب المنعزلة.
وتعتبر مدينة الرين منطقة انفصال الدرع العربي عن المنطقة الرسوبية ولذا نجد ان الجبال على نوعين جبال تكون صخورها نارية وهي الجبال السود والجمر وجبال تكون صخورها رسوبية وهي الجبال الصفر.
ويوجد في الصخور النارية العديد من المعادن الفلزية أهمها معدن الحديد الذي يوجد في جبل دساس.
وكذلك هناك بعض المعادن غير الفلزية، ولكن بكميات بسيطة في الصخور الرسوبية.
وأما بالنسبة للمناخ فيتميز بارتفاع درجة الحرارة في فصل الصيف وانخفاضها في فضل الشتاء.
وبالنسبة للمياه فهي سطحية حيث يتراوح عمق الآبار من 20 متراً إلى 180 متراً.

## المتنزهات الطبيعية
لعل أبرز ما يميز الرين هو تنوع المظاهر الطبيعية فيه ولذا فهي تجمع بين الرمال والجبال والبطحاء النقية والفيافي الواسعة والشعاب الخضراء وكثرة الأشجار وخاصة أشجار الطلح والسمر ومن أهم المتنزهات الطبيعية البرية.
- جبال وأودية عريقية: وتمتاز بكثرة الاشجار فيها وخاصة الطلح حيث توجد بشكل كثيف وكأنها غابات وتوجد بالقرب من مدينة الرين من الناحية الجنوبية، وتمتاز كذلك بنعومة بطحائها ونقاوتها، وتعتبر مقصداً ومتنفساً للأهالي وتشتهر بالنقوش الأثرية.
- الشفاء والعمق: وتمتاز كذلك باتساعها وكثرة الاشجار فيها وخاصة الطلح والسمر وبهوائها النقي وكذلك تربتها الجميلة وتقع جنوب الرين بحوالي 7 كلم.
- غار الشفاء: ويقع جنوب الرين بحوالي 11 كلم وهو عبارة عن هضبة منعزلة في الطرف الشمالي لوادي العمق وتتكون من صخور عملاقة وكبيرة جداً شكلها الله سبحانه وتعالى على هيئة غار وقد قامت بلدية الرين بعمل سلم حديدي لهذا الغار ووضعت داخله مساحة مرصوفة للجلوس، ويمتاز هذا الغار بارتفاعه حيث يتمتع الجالسون بداخله بالظل والهواء الطلق ومشاهدة منطقة الشفاء والعمق منه.
- نفود المجذوم والحنَّان: ويقع النفود شرق الرين بحوالي 35 كلم ويقصده الزوار في فصل الربيع ويوجد بالقرب منه حدباء واسعة تمتد من شرق عينان حتى شرق الخروعية تعطي مناظر رائعة، وخاصة في فصل الربيع وتمتاز كذلك باتساعها ونقاوة هوائها وخاصة في ليالي الصيف.
- شعيب الباعج: ويوجد جنوب الرين بحوالي 10 كلم ويشبه في طبيعته إلى حد كبير العمق والشفاء.
- شعيب المريحية: ولعل أبرز ما يميزه قربه من مدينة الرين حيث لا يبعد عنها سوى أقل من 1.5 كلم شرقاً بالقرب من طريق الرياض الرين، وعلى الرغم من صغر مساحته إلا انه يجمع بين الرمل والحبل والبطحاء وبداخله ممسك للماء عبارة عن حجر من الصفا يبقى به الماء لعدة شهور بعد هطور الأمطار. وكذلك هناك أماكن متنزهات مثل أم الصفار وأبو مرخ وبني كافت وشعيب أبو الخيرات

## الخدمات والدوائر الحكومية
تتبع مدينة الرين إدارياً لمحافظة الرين، وقد حظيت مدينة الرين كغيرها من مدن المملكة بالعديد من الخدمات وبها العديد من الدوائر الحكومية أهمها:
- محافظة الرين
- المحكمة وكتابة عدل.
- البلدية.
- مستشفى الرين العام.
- مركز الشرطة ودوريات أمنية
- الدفاع المدني.
- الإسعاف والهلال الأحمر.
- مركز الاشراف التربوي للبنين.
- مندوبية تعليم البنات.
- مكتب اشراف البنات.
- فرع وزارة الشئون الإسلامية والأوقاف.
- مكتب البريد.
- هيئة الأمر بالمعروف والنهي عن المنكر.
- مكتب شركة الاتصالات السعودية.
- جمعية البر الخيرية.
- المكتب التعاوني للدعوة والإرشاد.
- بنك الراجحي.
- مكتب لشركة الكهرباء السعودية.
- مركز لأمن الطرق.
- فرع لجامعة شقراء بنات وبنين.

### التعليم
يوجد في مدينة الرين مركز اشراف للبنين يتبع إدارة التربية والتعليم بمحافظة القويعية ويشرف على أكثر من 40 مدرسة 6 ثانويات و11 متوسطة و23 ابتدائية، بالإضافة إلى مدرستين ابتدائية لتحفيظ القرآن وكذلك متوسطة لتحفيظ القرآن.. وبالنسبة للبنات يوجد مندوبية ومركز اشراف ويبلغ عدد مدارس البنات 54 مدرسة 6 ثانويات و13 متوسطة و35 مدرسة ابتدائية. كما يوجد فرع لجامعة شقراء للبنين والبنات .

### الخدمات البلدية
تشرف بلدية الرين على أكثر من 200 قرية وهجرة بالإضافة إلى مخطط مدينة الرين وتقدم خدمات جليلة للجميع وقد قامت البلدية بجهود جبارة في تطوير مدينة الرين وخاصة في السنوات الأخيرة لا يمكن حصرها.
ومن الجهود التي قامت بها البلدية رصف شوارع المخطط وانارتها وتشجيرها وتعبيدها وكذلك زفلتة القرى والهجر التابعة لمدينة الرين وربطها بطرق المواصلات وانارة القرى وعمل حمايات لدرء اخطار السيول ومشروع سقيا أهالي الرين الذي يعتبر من اعظم المشاريع الناجحة التي قامت بها البلدية وإنشاء العديد من الحدائق والمحافظة على نظافة المدينة وشوارعها وقراها التابعة لها وكذلك قامت بإنشاء سوق للخضار والفواكه وسوق للمواشي والاعلاف وإنشاء مسلخ حديث.
هذا بالإضافة إلى دورها بالاشراف على المحلات التجارية واستخراج الشهادات الصحية والتراخيص التجارية.
كما يوجد عدد 2 مكتب خدمات بلدية تابعة لبلدية الرين .

### الطرق
يربط مدينة الرين بمدينة القويعية طريق معبد بطول 70 كلم وكذلك تم ربطها بالرياض بطريق الرياض - الرين - بيشة، الذي على وشك الانتهاء من مرحلته الثانية، وكذلك طريق الحريق - الرين بطول 90 كلم، كذلك هناك طريق يربط مدينة الرين - لجع ويخدم مناطق جنوب الرين بالإضافة إلى طريق الرين - الفوارة الذي اعتمد مؤخراً وسوف يتم تنفيذه في القريب العاجل.
خدمات المياه والكهرباء والاتصالات
مدينة الرين أطلق فيها التيار الكهربائي عام 1409هـ ومن ثم تم التدريج حتى ايصال الكهرباء لباقي قراها حتى أصبحت تغطي حوالي 95% من مدينة الرين وقراها ومزارعها.
وبالنسبة للاتصالات فتغطيها خدمات الهاتف الثابت: وتغطيها خدمة الجوال ولكن هناك بعض القرى لم تصلها الخدمة.
أما بالنسبة للمياه فهناك ثلاث محطات تحلية وتعتبر حاليا مصدراً هاماً للسقيا في المنطقة، وبالإضافة إلى ذلك تم توصل انابيب المياه من مدينة القويعية لمدينة الرين، وتم إنشاء خزانين للماء احدهما علوي والآخر ارضي، وهناك بعض الآبار العذبة في المنطقة ولكنها قليلة.

### قطاع الصحة
يوجد في مدينة الرين أكثر من 20 مركزاً صحيا بعضها انشئت له مبانٍ حكومية جديدة، وكذلك مستشفى الرين العام بسعة 50 سريراً، وكذلك هناك مركز اسعاف للهلال الأحمر.

### قطاع البريد
يوجد في مدينة الرين مكتب للبريد ويتبع له أكثر من 14 مكتب موزعة على مراكز وقرى الرين إضافة إلى البريد الطواف.